# Alice Cary
Alice Cary (Mount Healthy, 26 aprile 1820 – New York, 12 febbraio 1871) è stata una poetessa statunitense e sorella maggiore della poetessa Phoebe Cary (1824-1871).

## Biografia

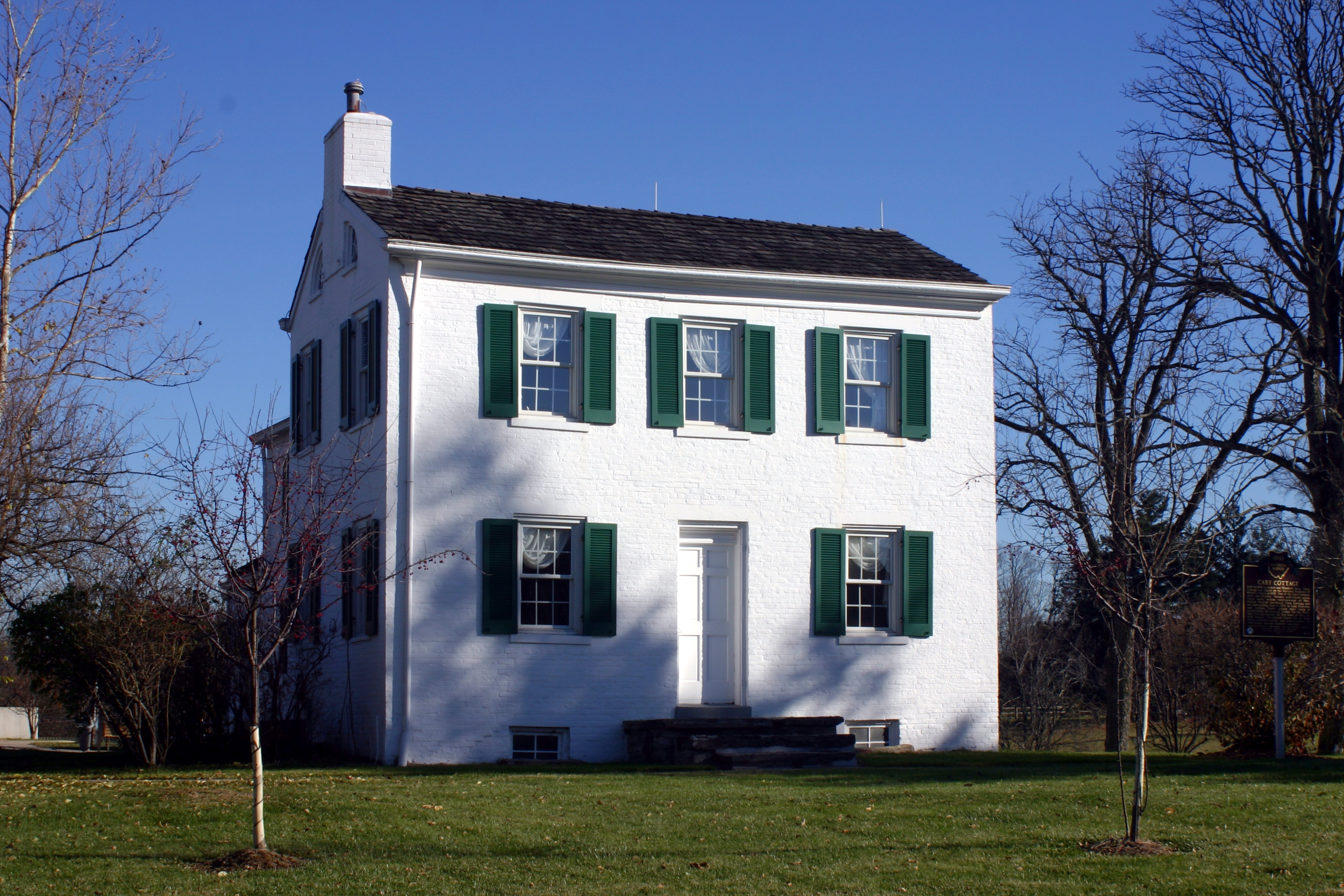
Cary Cottage, casa d'infanzia di Alice e Phoebe Cary vicino a Cincinnati, Ohio

Alice Cary nacque il 26 aprile 1820 a Mount Healthy (Ohio), lungo il fiume Miami, vicino a Cincinnati. I suoi genitori vivevano in una fattoria acquistata da Robert Cary nel 1813 nell'attuale North College Hill, Ohio. Egli chiamò la fattoria Clovernook 110 000 metri quadri (27 acri). La fattoria si trovava a 16 chilometri (9,9 mi) a nord di Cincinnati, a una buona distanza dalle scuole, e il padre non poteva permettersi di dare alla numerosa famiglia di nove figli un'ottima istruzione. Ma Alice e sua sorella Phoebe erano appassionate di lettura e studiarono tutto il possibile.
Sebbene le sorelle fossero cresciute in una famiglia universalista e avessero opinioni politiche e religiose liberali e riformiste, frequentavano spesso le funzioni metodiste, presbiteriane e congregazionaliste ed erano amichevoli con i ministri di tutte queste denominazioni e di altre. Secondo Phoebe,
Quando Alice aveva 17 anni e Phoebe 13, iniziarono a scrivere versi che venivano stampati sui giornali. La madre era morta nel 1835 e due anni dopo il padre si era risposato. La matrigna era del tutto indifferente alle aspirazioni letterarie di Alice e Phoebe. Da parte loro, pur essendo pronte e disposte ad aiutare con tutte le loro forze nei lavori domestici, le sorelle persistevano nella determinazione di studiare e scrivere quando il lavoro della giornata era finito. A volte veniva loro negato l'uso delle candele, per quanto desiderassero, e lo strumento di un piattino di lardo con un pezzo di straccio come stoppino era la loro unica luce dopo che il resto della famiglia si era ritirato.
La prima poesia importante di Alice, "The Child of Sorrow", fu pubblicata nel 1838 e fu ammirata da critici autorevoli come Edgar Allan Poe, Rufus Wilmot Griswold e Horace Greeley. Alice e sua sorella furono incluse nell'influente antologia The Female Poets of America, preparata da Rufus Griswold. Griswold incoraggiò gli editori a pubblicare una raccolta di poesie delle sorelle, chiedendo persino a John Greenleaf Whittier di fornire una prefazione. Whittier rifiutò, ritenendo che le loro poesie non avessero bisogno della sua approvazione e notando anche una generale avversione per le prefazioni come metodo per “far passare con l'aiuto di un nome noto ciò che altrimenti non sarebbe diventato popolare". Nel 1849, un editore di Filadelfia accettò il libro, Poems of Alice and Phoebe Cary, e Griswold scrisse la prefazione, non firmata. Nella primavera del 1850, Alice e Griswold si scambiarono lettere spesso affettuose. Questa corrispondenza terminò nell'estate dello stesso anno.
L'antologia rese Alice e Phoebe molto note e nel 1850 si trasferirono a New York, dove si dedicarono alla scrittura e ottennero molta fama. Qui ospitarono anche ricevimenti domenicali che attirarono personaggi di spicco come P. T. Barnum, Elizabeth Cady Stanton, John Greenleaf Whittier, Horace Greeley, Bayard Taylor e sua moglie, Richard ed Elizabeth Stoddard, Robert Dale Owen, Oliver Johnson, Mary Mapes Dodge, Mrs. Victor, Edwin H. Chapin, Henry M. Field, Charles F. Deems, Samuel Bowles, Thomas B. Aldrich, Anna E. Dickinson, George Ripley, Madame Le Vert, Henry Wilson, Justin McCarthy; in breve, tutti i nomi noti contemporanei nei diversi settori della letteratura e dell'arte che si potrebbero aggiungere alla lista.
Alice scrisse per l'Atlantic Monthly, Harper's, Putnam's Magazine, il New York Ledger, l'Independent e altri periodici letterari. I suoi articoli, sia in prosa che in poesia, furono successivamente raccolti in volumi che ricevettero un buon successo negli Stati Uniti e all'estero. Scrisse anche romanzi e poesie che non fecero la loro prima apparizione nei periodici. Tra le sue opere in prosa, The Clovernook Children e Snow Berries, a Book for Young Folks.

Nel 1868, Horace Greeley scrisse una breve biografia congiunta di Alice e Phebe (come scriveva il suo nome).

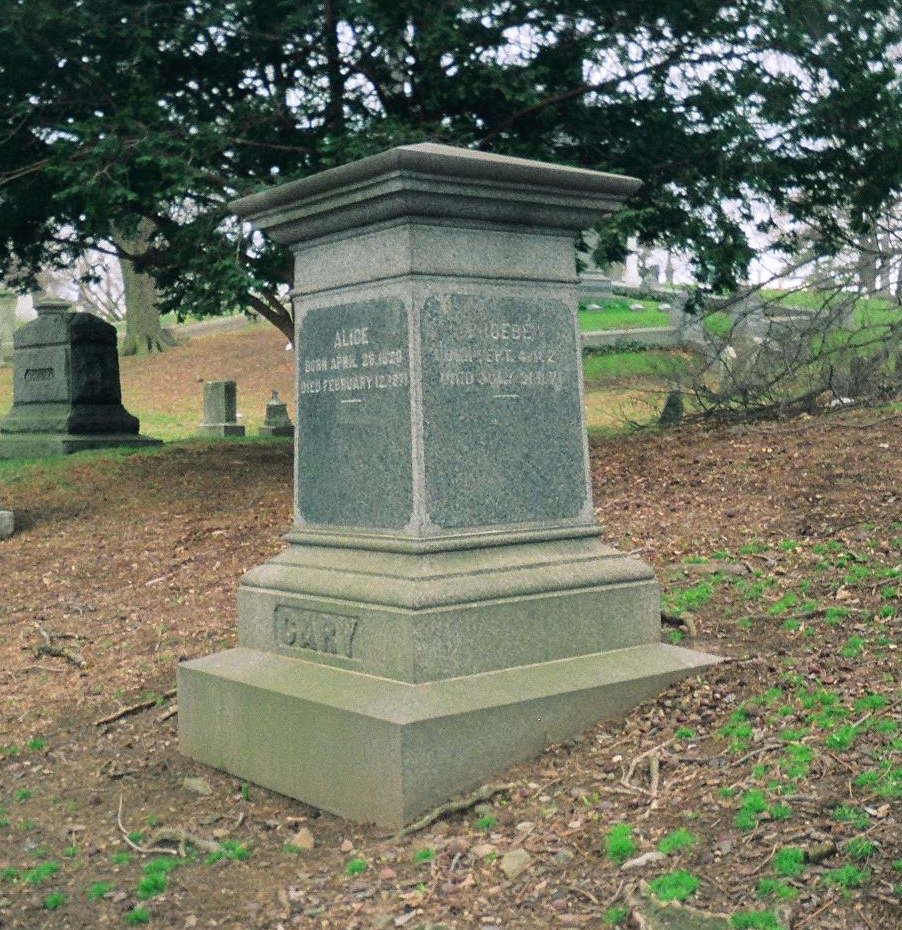
Grave of the Cary sisters

Alice morì di tubercolosi nel 1871 a New York all'età di 50 anni. Tra i portatori della bara del suo funerale c'erano P. T. Barnum e Horace Greeley. Alice Cary è sepolta insieme alla sorella Phoebe nel Cimitero di Green-Wood di Brooklyn (New York).
La Cary Home si trova oggi sul lato est di Hamilton Avenue (US 127), nel campus del Clovernook Center for the Blind and Visually Impaired a North College Hill.

## In memoria
Il primo volume di History of Woman Suffrage, pubblicato nel 1881, recita: “QUESTI VOLUMI SONO AFFETTUOSAMENTE DEDICATI ALLA MEMORIA DI Frances Wright, Lucretia Mott, Harriet Martineau, Lydia Maria Child, Margaret Fuller, Sarah e Angelina Grimké, Josephine S. Griffing, Martha C. Wright, Harriot K. Hunt, M.D., Mariana W. Johnson, Alice e Phebe Carey, Ann Preston, M.D., Lydia Mott, Eliza W. Farnham, Lydia F. Fowler, M.D., Paulina Wright Davis, le cui vite sincere e le cui parole impavide, nel richiedere i diritti politici per le donne, sono state, nella preparazione di queste pagine, una costante ispirazione per i redattori”.

## Opere
- (EN) Poems of Alice and Phoebe Cary, 1849.
- (EN) redatto e curato da Mary Clemmer Ames (a cura di), A Memorial of Alice and Phoebe Cary With Some of Their Later Poems, 1873.
- (EN) redatto e curato da Mary Clemmer Ames (a cura di), The Last Poems of Alice and Phoebe Cary, 1873.
- (EN) Alice e Phoebe Cary, Ballads for Little Folk, a cura di redatto e curato da Mary Clemmer Ames, 1873.

Nota: Nei primi volumi, “Cary” era scritto “Carey” nei libri di Phoebe e Alice Cary, mentre le edizioni e i volumi successivi cambiarono la grafia in “Cary”.